# 윌리엄 조이스 (작가)

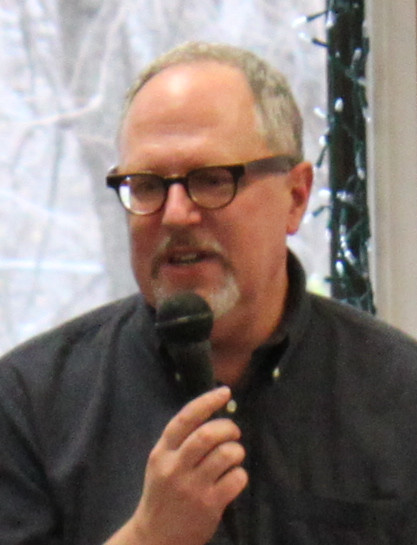

윌리엄 에드워드 조이스(William Edward Joyce, 1957년 12월 11일 ~ )는 미국의 작가, 삽화가, 영화 제작자이다.

## 도서
- 가디언즈와 달빛 기사 잭 프로스트
- 무지막지하게 큰 공룡 밥
- 아이와 함께 만드는 리프맨 나뭇잎 망토
- 리프맨
- 환상적인 날아다니는 책

## TV 만화
- 롤리 폴리 올리 (1998년)

## 영화
- 사일런트 (2014년)
- 더 넘버리스 (2013년)
- 에픽 : 숲속의 전설 (2013년)
- 가디언즈 (2012년)
- 미스터 레스모어의 환상적인 책 여행 (2010년)
- 로빈슨 가족 (2007년)
- 로봇 (2005년)
- 내 친구 버디 (1997년)